# Juan Joaquín Atanasio Pignatelli
Juan Joaquín Atanasio Pignatelli Fernández de Heredia y Moncayo, 16. hrabia de Fuentes, 5. markiz de Mora, markiz de Coscojuela de Fantova (ur. 2 maja 1724 w Caltanissetta (Sicilia), zm. 13 maja 1776 w Madrycie) -  hiszpański arystokrata, polityk i dyplomata. 
W latach 1754–1758 ambasador w Turynie (Królestwo Sardynii), w latach 1760–1762 w Wielkiej Brytanii a w latach 1763–1773  we Francji, gdzie nawoływał Francuzów do rozprawienia się z jezuitami, a jego syn wdał się w romans z Jeanne Julie Éléonore de Lespinasse. W 1761 odznaczony Orderem Złotego Runa, a w 1768 Orderem Świętego Michała.
On i inny minister Pedro de Aranda byli rzecznikami wypędzenia z Hiszpanii jezuitów.
Jego córka María Francisca Pignatelli de Aragón y Gonzaga poślubiła w 1763 roku Luisa Antonio Eustaquio Nicolása Fernández de Córdoba y de la Cerda, 11. księcia Medinaceli. Mężem innej córki został Juan Pablo de Aragón-Azlor.